# شاي أهارون
شاي أهارون (بالعبرية: שי אהרון‏) هو لاعب كرة قدم إسرائيلي في مركز الهجوم، ولد في 12 أكتوبر 1978 في القدس في إسرائيل. شارك مع منتخب إسرائيل تحت 21 سنة لكرة القدم. أما مع النوادي، فقد لعب مع Hapoel Katamon Jerusalem F.C. ‏.

## وصلات خارجية
- شاي أهارون على موقع قاعدة بيانات كرة القدم.إي يو (الإنجليزية)